# کوارونا

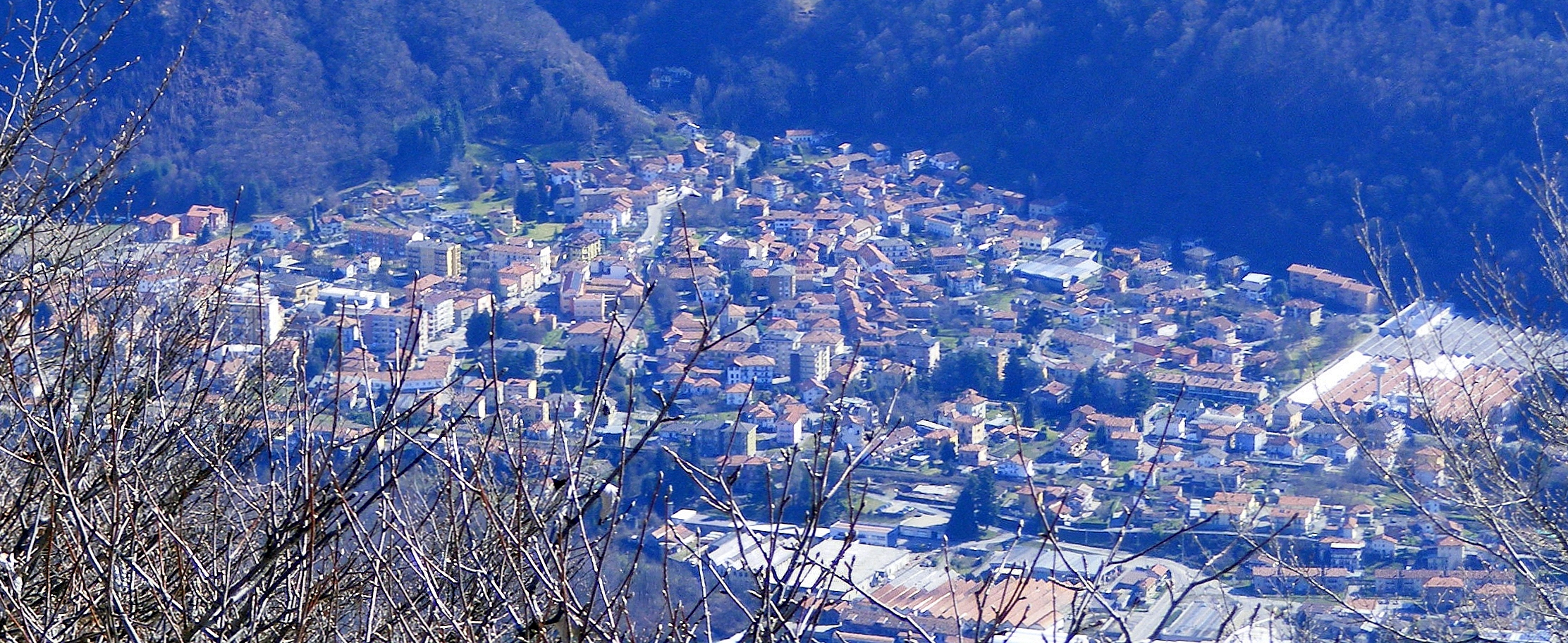
نمایی از شهر کوارونا در استان ورسلی ایتالیا

کوارونا (به ایتالیایی: Quarona) یک کومونه در ایتالیا است که در استان ورسلی واقع شده‌است.

## خصوصیات
کوارونا ۱۶٫۰ کیلومترمربع مساحت و ۴٫۲۹۹ نفر جمعیت دارد و ۴۰۷ متر بالاتر از سطح دریا واقع شده‌است.